# Ferdinand-Albert Ier de Brunswick-Wolfenbüttel-Bevern
Ferdinand-Albert Ier (22 mai 1636, Brunswick – 23 avril 1687, Bevern) est duc de Brunswick-Lunebourg et prince de Brunswick-Wolfenbüttel-Bevern de 1667 à sa mort.

## Biographie
Il est le troisième fils du duc Auguste II de Brunswick-Wolfenbüttel, et le seul par sa dernière épouse, Élisabeth-Sophie de Mecklembourg-Güstrow. À la mort d'Auguste, en 1666, ses trois fils se disputent son héritage. Ferdinand-Albert renonce à ses droits à la succession en échange du château de Bevern et de quelque argent.

## Mariage et descendance
En 1667, Ferdinand-Albert épouse Christine de Hesse-Eschwege (1648-1702), fille du landgrave Frédéric de Hesse-Eschwege. Ils ont neuf enfants :
- Léopold-Charles (1670-1670) ;
- Frédéric-Albert (1672-1673) ;
- Sophie-Éléonore (1674-1711), chanoinesse à Gandersheim ;
- Claudia-Éléonore (1675-1676) ;
- Auguste-Ferdinand (1677-1704), général-major de l'armée du cercle de Basse-Saxe, tué durant la guerre de Succession d'Espagne ;
- Ferdinand-Albert II (1680-1735), duc de Brunswick-Wolfenbüttel ;
- Ernest-Ferdinand (1682-1746), duc de Brunswick-Wolfenbüttel-Bevern ;
- Ferdinand-Christian (1682-1706), prévôt de la cathédrale de Brunswick ;
- Henri-Ferdinand (1684-1706), lieutenant-colonel de l'armée impériale, tué à la bataille de Turin.